# Аеродром Барселона
Аеродром Барселона-Ел Прат, пуним називом Аеродром Јосеп Тараделас Барселона-Ел Прат (кат. L'aeroport de Barcelona o aeroport del Prat, шп. Aeropuerto Josep Tarradellas Barcelona-El Prat) је међународни аеродром шпанског града Барселоне, смештен 12 km југозападно од града. Аеродром је колоквијално познат као Ел Прат, по насељу и предграђу Барселоне уз које је смештен - Ел Прат де Љобрегат.
То је друга по величини промета ваздушна лука у Шпанији, после мадридског Барахаса - 2018. године ту је превезено преко 50 милиона путника. По томе је то седма ваздушна лука Европе. На аеродрому је седиште авио-компанија „Левел” и „Вуелинг”, а сам аеродром је авио-чвориште за још неколико авио-компанија: „Ер Европа”, „Рајанер”, „Норвиџан Ер Шатл” и „Рајанер”.

## Терминали

### Терминал 1
Нови Терминал 1 је отворен 16. јуна 2009. Аеродромски терминал има површину од 548.000 м2, рампу за авионе од 600.000 м2, 13000 нових паркинг места и 45 нових гејтова које се могу проширити на 60. Овај терминал је такође способан да прима велике авионе попут Ербаса А380-800 или Боинга 747-8I.
Терминал опслужује и шенгенске и ваншенгенске летове. Подељен је на 5 модула, где Модул А опслужује летове за Мадрид, Модул B опслужује шенгенске летове, Модул C опслужује летове компаније Ер Нострум, Модул D опслужује европске летове ваншенгенског простора и Модул E опслужује остале међународне летове.

### Терминал 2
Терминал 2 је подељен на три повезана дела, позната као Терминал 2А, 2B и 2C. Терминал 2B је најстарији део комплекса који је још увек у употреби, а датира још из 1968. године. Терминали 2А и 2C су додати како би се проширио капацитет аеродрома пре доласка Летњих олимпијских игара 1992.